# NGC 3738
NGC 3738 is een onregelmatig sterrenstelsel in het sterrenbeeld Grote Beer. Het hemelobject werd op 14 april 1789 ontdekt door de Duits-Britse astronoom William Herschel.

## Synoniemen
- UGC 6565
- IRAS11330+5448
- MCG 9-19-130
- Arp 234
- ZWG 268.60
- KUG 1133+548
- PGC 35856